# Три мушкетери (фільм, 1959)
Три мушкетери (фр. Les trois mousquetaires) — французький пригодницький телефільм 1959 року, знятий Клодом Барма, з Жаном-Полем Бельмондо у головній ролі.

## Сюжет
Телефільм за мотивами роману «Три мушкетери» Олександра Дюма-батька. Д'Артаньян і три мушкетери, Атос, Портос і Араміс, намагаються зірвати змову кардинала Рішельє проти королеви.

## У ролях
- Жан-Поль Бельмондо — д'Артаньян
- Габі Сільвія — Міледі де Вінтер
- Жан Шевріє — Атос
- Даніель Сорано — Портос
- Юбер Ноель — Араміс
- П'єр Ассо — кардинал де Рішельє
- Клод Нольє — Анна Австрійська
- Марі-Бланш Вернь — Констанція
- Жорж Декрієр — де Вінтер
- Бернар Деран — герцог Букінгемський
- Мішель Галабрю — Бонасьє
- Робер Ірш — Планше
- Жорж Ланн — Луї XIII
- Робер Порт — граф де Рошфор
- Едмон Бошан — де Тревіль
- П'єр Галлон — епізод

## Знімальна група
- Режисер — Клод Барма
- Оператори — Жорж Леклерк, Жак Лемар
- Композитор — Жозеф Косма